# Carine De Brab
Carine De Brab, de son nom complet Carine De Brabanter, née le 21 avril 1958 à Uccle (province du Brabant, aujourd'hui région de Bruxelles-Capitale), est une dessinatrice, scénariste de bande dessinée humoristique et animatrice belge francophone, principalement connue pour la série jeunesse Sac à puces.

## Biographie

### Jeunesse et formation
Carine De Brabanter, naît le 21 avril 1958 à Uccle. Elle est issue d'une mère dessinatrice. C'est à Tubize qu'elle passe sa jeunesse et effectue sa scolarité. Elle envisage très jeune de devenir dessinatrice de bande dessinée pour enfants. Elle est encouragée en ce sens par ses parents et ses trois sœurs, tous étant grands amateurs du genre,. Elle suit des cours de bande dessinée à l'Institut Saint-Luc de Bruxelles, où elle fréquente l'Atelier R de Claude Renard de 1976 à 1980,. Elle publie sa première bande dessinée dans le fanzine de bande dessinée Tonic/Bizu. Elle contribue également à la troisième livraison du 9e Rêve avec un court récit, publié aux Édition des Archers en 1979.

### Début de carrière
Elle commence sa carrière professionnelle comme animatrice, en stage à Paris pour travailler sur le film Le Chaînon manquant de Picha, pendant un an en 1980. Après quelque temps dans la publicité, elle écrit des scénarios avec Yvan Delporte pour Les Zingari de René Follet. En 1987, elle fait son entrée dans Spirou et crée avec Delporte les personnages des Puzzoletti. Elle enchaîne avec la série humoristique Suzy scénarisée par Sergio Salma,. Elle anime la série jeunesse Tamia et Piko dans L'Écureuil. Elle réalise 120 jeux pour la rubrique Le Jeu de Jasper en collaboration avec le plan langue pour apprendre l'anglais en s'amusant dans Gag Time.

### Avec Zidrou et Falzar
Elle collabore avec Zidrou et Falzar pour Margot et Oscar Pluche, qui compte six titres chez Casterman de 1992 à 1997. La série, passée chez Dupuis, est rebaptisée Sac à Puces et s'échelonne sur 9 albums jusqu'en 2009 et publiée dans la collection « punaise », à partir du huitième tome. Dans cette chronique familiale, chaque volume est axé sur un thème proche de l'enfance dont celui de la maternité. Avec le même Zidrou, elle dessine trois tomes de Choco aux éditions Casterman de 2000 à 2003. À partir de 2007 jusqu'en 2011, elle dessine et scénarise la série Méchant Benjamin dans la collection « puceron », destinée au lectorat le plus jeune, chez le même éditeur (7 tomes). Elle sort un recueil de gags sur des scénarios de Zidrou intitulé Zigo le clown aux éditions Milan dans la collection « BD Kids » de 2010 à 2012 (4 tomes dont 3 sont des rééditions de la série Choco). Parallèlement, elle scénarise La Vavache pour la dessinatrice Virginie Vertonghen pour les cinq tomes de la série publiée dans la collection « puceron » aux éditions Dupuis de 2008 à 2011. Depuis, De Brab fait des apparitions épisodiques dans Spirou. En 2024, en compagnie du seul Falzar, elle anime à nouveau Margot et Oscar qui a grandi dans Jardin secret publié aux Éditions du Tiroir.  
Par ailleurs, elle participe à différents albums collectifs : Pétition - À la recherche d'Oesterheld et de tant d'autres ! (1986), La B.D. chante Brel - Le Plat Pays + Les Prénoms (1988), Flash Back (1995), En chemin elle rencontre... : Les artistes se mobilisent contre la violence faite aux femmes (2009), Népal, 25 avril 2015 - La BD se mobilise (2015). Elle réalise aussi diverses illustrations pour les magazines Dorémi et Dokadi des Éditions Averbode en 2009.

## Œuvres

### En revues et journaux

#### DansSpirou
- Les Puzzoletti, publié dans Spirou en 1987 et 1988 : 2 récits de 44 planches
- Mini-récits

1. Sac à Puces - Sur la piste des bichons en août 2010 (Dessins)
2. Andy - Happy Bofdayen avril 2015 (Dessins).

- La Belle et la masse[9], scénario : Salva, (5 planches) dans Spirou no 4215 en 2019.

#### DansDoremi
- On ne rigole pas avec la sécurité routière[28] (texte : Zidrou), dans Doremi, no 7, Éditions Averbode, 2009.

### Collectifs
- 3. Le 9e Rêve no 3[29], Édition des Archers, Bruxelles, 1979
Scénario : collectif - Dessin : collectif dont Carine - Couleurs : noir et blanc,Participation : Il était un garçon de bonne famille (6 pages).
- Collectif dont De Brab, Pétition[30] : À la recherche d'Oesterheld et de tant d'autres !, Amnesty International - Belgique francophone ASBL Groupe 64, novembre 1986, 47 p. (présentation en ligne),album broché, noir et blanc
- INT1. La B.D. chante Brel - Le Plat Pays + Les Prénoms, Brain Factory, septembre 1988
Scénario : collectif - Dessin : collectif dont Carine De Brab - Couleurs : quadrichromie -  (ISBN 1-87085-805-0) — Contribution : La Bière (4 planches).
- Flash Back[31], Comic! Events, août 1995
Scénario : collectif - Dessin : collectif dont Carine De Brab - Couleurs : noir et blanc,Ce Flash Back a été réalisé en collaboration avec Bédéciné Illzach et édité à l'occasion du 10e festival BD Coxyde (15 juillet au 6 août 1995) à 1 500 exemplaires numérotés à la main. Rares textes et titres des séries en deux langues : français et flamand. D/1995/6941/06. Format à l'italienne.
- Marie Moinard et collectif, En chemin elle rencontre... : Les artistes se mobilisent contre la violence faite aux femmes, Vincennes/Paris, Des ronds dans l'O / Amnesty International, septembre 2009, 96 p. (ISBN 978-2-917237-06-9)
- Népal, 25 avril 2015 - La BD se mobilise[32],[33], Place du sablon, août 2015
Scénario et couleurs : collectif - Dessin : collectif dont De Brab -  (ISBN 978-2-88936-006-2).

### Para-BD
À l'occasion, Carine De Brab réalise des portfolios, ex-libris, cartes ou cartons, marque-pages, et participe à des calendriers.

### Hommages rendus
Lors du décès de Tibet, elle rend hommage à ce dernier dans dBD no 40 de février 2010.

### Collections publiques
8 œuvres de cette artiste sont conservées au Centre belge de la bande dessinée et font partie du patrimoine mobilier de la région Bruxelles-Capitale.

## Prix
- 1993 : Prix Corentin Junior, pour la série Margot et Oscar Pluche, Casterman, décerné par Raphaël Cuvelier en souvenir du personnage Corentin imaginé par son frère Paul Cuvelier au premier salon du livre pour la jeunesse de Jurbise en décembre 1993, partagé avec Falzar et Zidrou[14],[37] ;
- 1998 :  Prix jeunesse du Festival de BD à Sierre, pour l'album Margot et Oscar Pluche t. 6 : Balthazar, Casterman[5],[14],[1] ;
- 2001 :  prix Ligue de l'Enseignement 41 pour le Jeune Public avec Choco, Baraka, la Cata[38].

#### Livres
: document utilisé comme source pour la rédaction de cet article.
- Jacques Fiérain, « De Brabanter, Carine », dans La BD à Bruxelles et en Brabant, Charleroi, Éd. l'Âge d'or, avril 2003, 144 p., ill. ; 31 cm (ISBN 9782960119664 et 2960119665, OCLC 470388171, présentation en ligne), p. 25. .
- Henri Filippini, « De Brab, Carine », dans Dictionnaire de la bande dessinée, Paris, Bordas, 2005, 912 p., ill. ; 27 cm (ISBN 9782047299708 et 2047299705, OCLC 1009545288, présentation en ligne), p. 740. .
- Suzanne Van Rokeghem, Jacqueline Aubenas et Jeanne Vercheval-Vervoort, Des femmes dans l'histoire en Belgique, Luc Pire Éditions, 2006, 303 p., ill. ; 28 cm (ISBN 9782874155239 et 2-87415-523-3, OCLC 470723855, présentation en ligne), p. 247. ,lire sur Google Livres
- Le 9e Rêve no 6, Bruxelles, Institut Saint-Luc de Bruxelles, École de recherche graphique, 2006, 144 p. (présentation en ligne), p. 31. .
- Patrick Gaumer, « De Brab », dans Dictionnaire mondial de la BD, Paris, Larousse, 2010, 953 p., ill. ; 27 cm (ISBN 978-2-0358-4331-9 et 2-0358-4331-6, OCLC 920924930, présentation en ligne), p. 235. .
- Philippe Mellot, Michel Denni, Laurent Turpin et Isabelle Morzadec, Trésors de la bande dessinée : BDM 2021-2022 - Catalogue encyclopédique et Argus, Paris, Les Arènes, novembre 2020, 22e éd., 1700 p., ill. ; 23 cm (ISBN 9791037502582, OCLC 1240308146, présentation en ligne), p. 247, 704, 719, 987, 1275, 1329. .

#### Périodiques
- « Carine De Brabanter », Jet, Bruxelles, Le Lombard, no 2,‎ février 1990, p. 6 (ISSN 1146-2728).
- Boris Demania, « Vous êtes vraiment mon auteur préféré : De Brab », Spirou, Dupuis, no 3495,‎ 6 avril 2005, p. 30 (ISSN 0771-8071).
- Hugues Dayez, « Les Aventures d'un journal : À la rencontre de la discrète Carine de Brab », Spirou, Dupuis, no 4153,‎ 15 novembre 2017, p. 31 (ISSN 0771-8071)
- Paul Satis, « En direct de la rédak : La belle, la bête et le scénariste », Spirou, Dupuis, no 4215,‎ 23 janvier 2019 (ISSN 0771-8071).